# Plac Niepodległości w Kijowie
Plac Niepodległości albo Majdan  (ukr. Майдан Незалежності, trb. Majdan Nezałeżnosti) – główny plac w stolicy Ukrainy, Kijowie, położony w rejonie szewczenkowskim, miejsce ważnych uroczystości państwowych i imprez kulturalnych.
Obecny wygląd placu jest wynikiem gruntownej przebudowy w 2002 roku. Wcześniejszy styl socrealistyczny, z dużą liczbą fontann, został zastąpiony bardziej nowoczesnym.

## Pomniki na placu
- pomnik Lacka Brama z figurą archanioła Michała, patrona miasta
- Pomnik Niepodległości symbolizującym niezależność Ukrainy i upamiętniającym uzyskanie niepodległości
- pomnik Kozaka Mamaja, postaci często występującej w ukraińskiej sztuce ludowej – chwackiego Zaporożca z typowymi atrybutami: koniem, szablą, bandurą i fajką
- pomnik legendarnych[2] założycieli Kijowa – Kija, Szczeka, Chorywa i ich siostry Łybedź

## Historia
Plac położony jest na terenie byłej polskiej gminy kupieckiej, Lackiej Słobody w kijowskim grodzie księcia Jarosława, oraz w historycznej i administracyjnej dzielnicy Padół, między Starym Miastem a Dolnym Wałem nad Dnieprem. W jego centrum stoi obecnie Lacka Brama.
Od średniowiecza odnotowują w tym miejscu największe jarmarki kijowskie tzw. kreszczeńskie – trwające od 6 stycznia przez kolejne 20 dni, wywodzące się z przywileju Zygmunta I, z 1516 roku. W latach 1151, 1203 i 1240 miejsce to było widownią krwawych zmagań podczas najazdów Suzdalczyków oraz Mongołów.
Na początku XVII wieku była to parcela Biskupie, historyczna niwa w obrębie dzielnicy Padół. Nazwa Biskupie pojawiła się po raz pierwszy w dokumencie z roku 1604 na określenie kwartału ziemi wydzierżawionej przez Zygmunta III biskupowi Wereszczańskiemu z przeznaczeniem na rozbudowę klasztoru Dominikanów. Po wypędzeniu zakonników w 1660 nazwa ta zanikła.
W 1811 wybuchł na Padole pożar, który strawił większą część tej dzielnicy. Po pożarze zmieniono całą strukturę przestrzenną luźno powiązanych ze sobą oddzielnych części starego Kijowa, poprzez połączenie ich ze sobą nowo wybudowaną arterią – drogą Chreszczatyk. W miejscu starej rzemieślniczej i kupieckiej dzielnicy powstają z udziałem rosyjskiego skarbu państwa Izba Kontraktowa oraz duży rosyjski dom handlowy „Gostiny Dwor”, wybudowany w latach 1812–1828, a jego pobliżu główny gmach otwartego w 1834 Uniwersytetu Świętego Włodzimierza. 

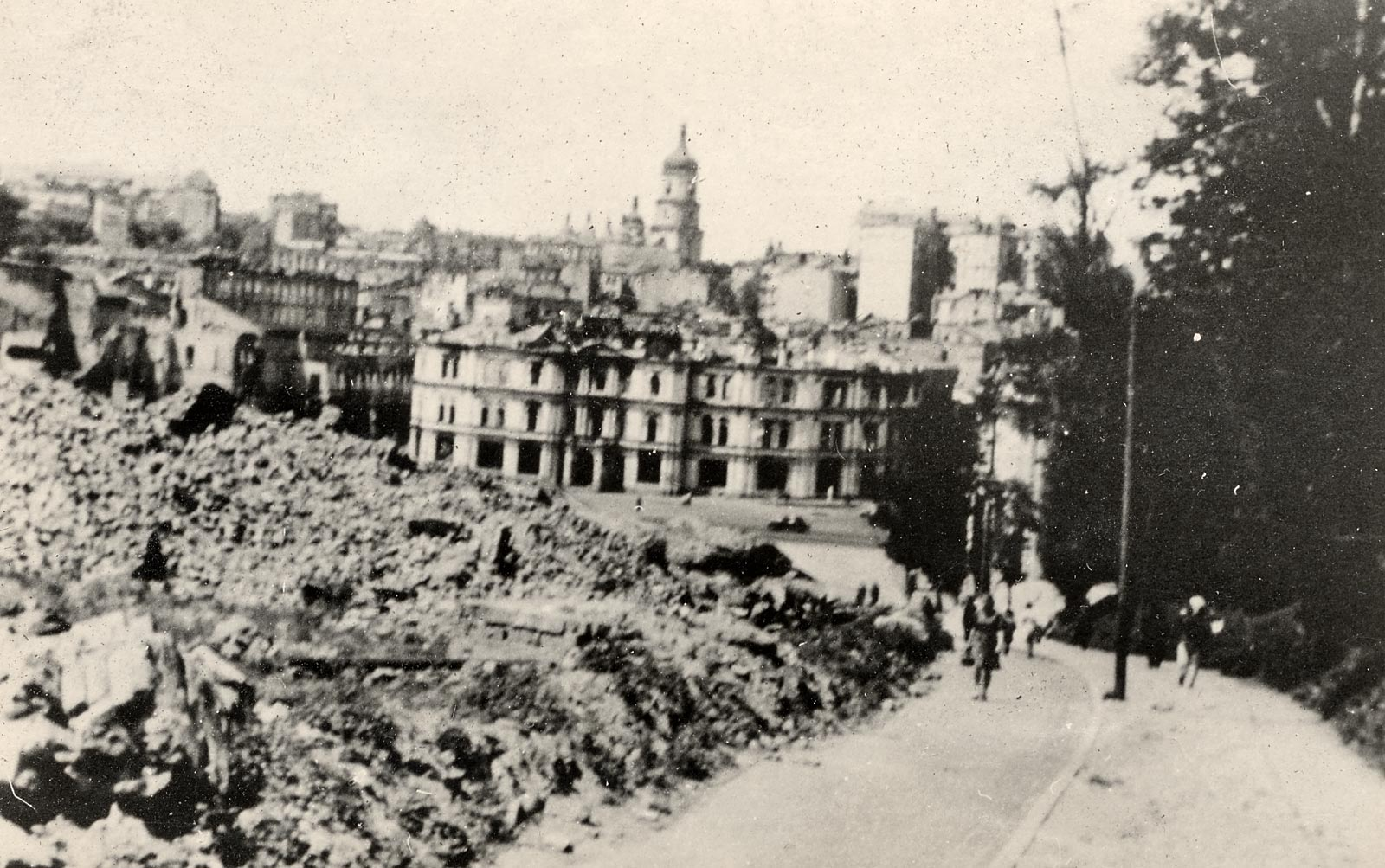
Widok z ul. Instytuckiej po wrześniu 1941. Z lewej widać ruiny budynków, w których miejscu stoi obecnie kolumna niepodległości. Za tym widać spaloną Dumę, a w dali widnieje Sobór Sofijski.

W kilka dni po zdobyciu Kijowa przez Niemców 19 września 1941 większość budynków na Chreszczatyku zostało zniszczonych. Wysadzono je w powietrze, a Duma (siedziba rady miejskiej) została spalona. 
Na przełomie lat 2004 i 2005 na placu odbywały się wydarzenia określane jako pomarańczowa rewolucja.
Od listopada 2013 na placu miały miejsce protesty będące skutkiem niepodpisania umowy stowarzyszeniowej oraz umowy o pogłębieniu i wszechstronności wolnego handlu z Unią Europejską. Protesty zostały nazwane Euromajdanem (ukr. Євромайдан).

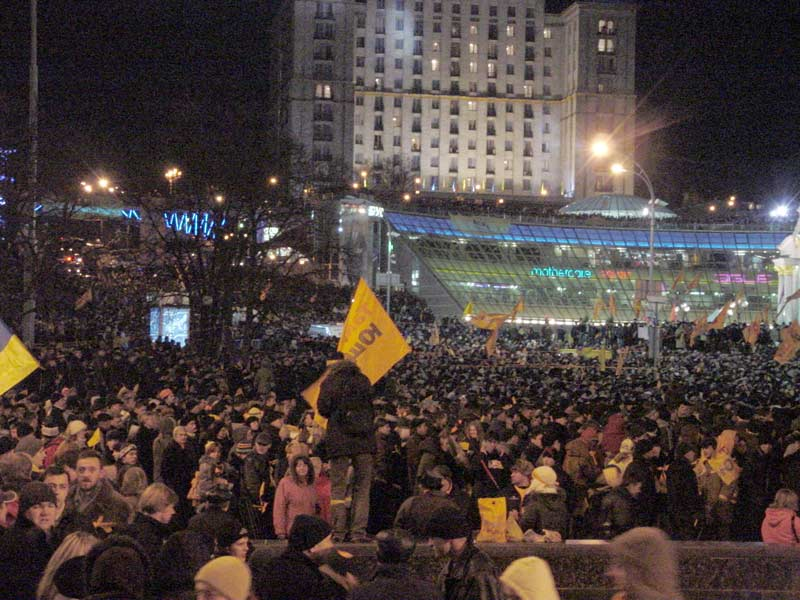
Manifestacja na placu w 2004

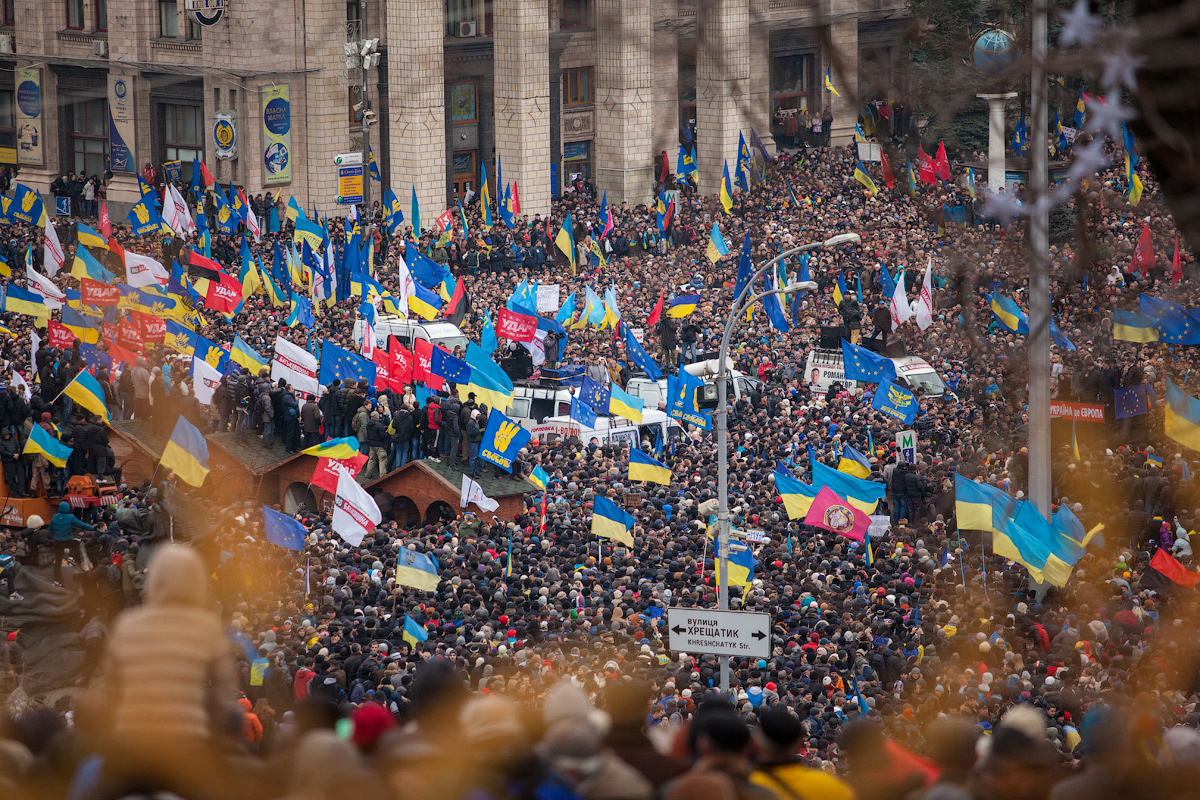
Manifestacja na placu w 2013

## Kalendarium placu
- 1151 – pierwsza wzmianka o istniejącej w tym miejscu Lackiej Bramy i Lackiej Słobody
- 1240 – Mongołowie atakują jako pierwszą Lacką Bramę na Padole
- 1516 – przywilejem króla Zygmunta I powstaje największy jarmark kijowski, tzw. kreszczeński, trwający od 6 stycznia przez 20 dni
- 1604 – w dokumencie króla Zygmunta III pojawia się nazwa Biskupie
- ok. 1730 – pojawiają się pierwsze drewniane zabudowania, ok. 1850 murowane
- do 1871 – na ówczesnym placu Chreszczatyckim istnieje rynek, odbywają się zabawy
- 1876 – nowo wybudowany budynek staje się siedzibą rady miejskiej, plac otrzymuje nazwę „Dumski”
- 1913 – uroczyście odsłonięto pomnik Piotra Stołypina, zburzony w 1917
- 1919 – nazwę zmieniono na plac Radziecki
- 1922 – na placu staje pomnik Karola Marksa, zdemontowany w latach 30.
- 1935 – plac otrzymuje imię Kalinina
- 1977 – po generalnym remoncie plac Kalinina przemianowano na plac Rewolucji Październikowej
- 1977 – na placu staje pomnik rewolucji październikowej, obalony w 1991
- 1991 – plac otrzymuje swą dzisiejszą nazwę
- 2004-2005 – plac Niepodległości staje się areną wydarzeń pomarańczowej rewolucji
- 2007 – demonstracje związane z kryzysem politycznym
- 2013-2014 – protesty przeciwko niepodpisaniu umowy stowarzyszeniowej z Unią Europejską